# FK Elimai
FK Elimai (Kazachs Спартак ФК Семей) is een Kazachse voetbalclub uit Semey.
De club werd in 1964 opgericht als Tsementnik Semipalatinsk (Russisch ФК Цементник Семипалатинск). De club speelde enkele jaren in de competitie van de Kazachse SSR, op dat moment het derde niveau in de USSR, maar kon daarin geen potten breken, zelfs niet nadat de naam in 1971 was gewijzigd in FK Spartak Semipalatinsk (Russisch ФК Спартак Семипалатинск); het enige succes in die jaren was de bekerwinst van de Kazachse SSR in 1983. 
Na het ontstaan van de Premjer-Liga in het onafhankelijke Kazachstan gaat het aanvankelijk een stuk beter met de club. Bij de start van de hoogste Kazachse liga is de ploeg - nu onder de naam Spartak FK Semïpalatïnsk (Kazachs Спартак ФК Семипалатинск) - meteen van de partij. In 1993 wordt de naam alweer gewijzigd, nu in Elimay FK Semïpalatïnsk (Kazachs Елимай ФК Семипалатинск); omdat de stad Semipalantinsk in 1994 officieel de Kazachse naam Semey aanneemt, verandert de clubnaam natuurlijk mee: Elimay FK Semey (Kazachs Елимай ФК Семей). Onder deze naam behaalt de vereniging haar grootste successen. De naam zou voorlopig intact blijven, maar in 1999 en 2000 betaalt een sponsor de club veel geld om ervoor te zorgen dat de ploeg twee seizoenen onder de naam AES-Elimay FK Semey (Kazachs АЭС-Елимай ФК Семей) zou spelen, hetgeen dan ook gebeurt, maar in 2001 verschijnt de club weer onder de naam Elimay FK Semey. In 2004 wordt de naam kortweg Semey FK (Kazachs Семей ФК) en in 2008 verschijnt de "oude" naam Spartak FK Semey (Kazachs Спартак ФК Семей) weer ten tonele; dat zou tot nu toe de laatste naamswijziging blijven. Iets anders is er wel veranderd: in 1999 werden de oblasten Semey en Oost Kazachstan samengevoegd; het bestuurlijk centrum van de nieuwe oblast Şığıs Qazaqstan werd niet Semey, maar Öskemen, het vroegere Ust-Kamenogrosk; financiële ondersteuning vanuit de oblast ging nu naar een directe concurrent, Vostok FK Öskemen; met de club uit Semey gaat het bergafwaarts: in 2004 degradeert de ploeg naar de Pervoj-Liga om enkel voor het seizoen 2014 nog terug te keren op het hoogste niveau. Op 6 januari 2016 fuseerde Spartak met Vostok Öskemen tot FK Altai Semey. In 2022 werd de naam gewijzigd in FK Elimai.

## Tweede Elftal
Het tweede elftal speelde in 1995 en van 2003 t/m 2005 onder de naam Elimay-2 FK Semey resp. Semey-2 FK in de Kazachse Eerste Divisie.

## Erelijst
- Bekerwinnaar van de Kazachse SSR

1983
- Kampioen van Kazachstan

1994, 1995, 1998
- Beker van Kazachstan

Winnaar: 1995

## Historie in dePremjer-Liga
| Jaar | Competitie | Prestatie                                                         | (Naam)                   |
| ---- | ---------- | ----------------------------------------------------------------- | ------------------------ |
| 1992 | Topdivisie | 7de plaats in voorrondegroep B, 14de in de kampioensgroep         | Spartak FK Semipalatinsk |
| 1993 | Topdivisie | 11de plaats in voorrondegroep B, 17de (5de) in de degradatiegroep | Elimay FK Semipalatinsk  |
| 1994 | Topdivisie | 1ste plaats in de competitie en kampioen                          | Elimay FK Semey          |
| 1995 | Topdivisie | 1ste plaats in de competitie en kampioen                          | Elimay FK Semey          |
| 1996 | Topdivisie | 3de plaats in de competitie                                       | Elimay FK Semey          |
| 1997 | Topdivisie | 7de plaats in de competitie                                       | Elimay FK Semey          |
| 1998 | Topdivisie | 1ste plaats in de competitie en kampioen                          | Elimay FK Semey          |
| 1999 | Topdivisie | 9de plaats in de competitie                                       | AES-Elimay FK Semey      |
| 2000 | Topdivisie | 8ste plaats in de competitie                                      | AES-Elimay FK Semey      |
| 2001 | Topdivisie | 7de plaats in de competitie                                       | Elimay FK Semey          |
| 2002 | Superliga  | 7de plaats in de voorronde, 8ste plaats in de eindronde           | Elimay FK Semey          |
| 2003 | Superliga  | 9de plaats in de competitie                                       | Elimay FK Semey          |
| 2004 | Superliga  | 19de plaats in de competitie en gedegradeerd                      | Semey FK                 |

## Naamsveranderingen
Alle naamswijzigingen van de club op een rijtje:
| Jaar (Datum) | Nieuwe naam (Russisch: Nederlandse transcriptie) (Kazachs: Qaydar-transcriptie) | Nieuwe Russische naam (t/m 1991) | Nieuwe Kazachse naam (vanaf 1992) |
| ------------ | ------------------------------------------------------------------------------- | -------------------------------- | --------------------------------- |
| 1964         | FK Tsementnik Semipalatinsk                                                     | ФК Цементник Семипалатинск       |                                   |
| 1971         | FK Spartak Semipalatinsk                                                        | ФК Спартак Семипалатинск         |                                   |
| 1992         | Spartak FK Semïpalatïnsk                                                        |                                  | Спартак ФК Семипалатинск          |
| 1993         | Elimay FK Semïpalatïnsk                                                         |                                  | Елимай ФК Семипалатинск           |
| 1994         | Elimay FK Semey                                                                 |                                  | Елимай ФК Семей                   |
| 1999         | AES-Elimay FK Semey                                                             |                                  | АЭС-Елимай ФК Семей               |
| 2001         | Elimay FK Semey                                                                 |                                  | Елимай ФК Семей                   |
| 2004         | Semey FK                                                                        |                                  | Семей ФК                          |
| 2008         | Spartak FK Semey                                                                |                                  | Спартак ФК Семей                  |
| 2022         | FK Elimai                                                                       |                                  |                                   |

## Elimay FK Semey in Azië
- 1 = 1e ronde
- 2 = 2e ronde

| Seizoen | Competitie            | Ronde | Land                   | Club            | Score                 |
| ------- | --------------------- | ----- | ---------------------- | --------------- | --------------------- |
| 1995/96 | AFC Club Championship | 1     | Vlag van Oezbekistan   | Neftçi Fargʻona | 4-1, 1-3              |
|         |                       | 2     | Vlag van Saoedi-Arabië | Al-Nassr        | 0-1, 0-3 reglementair |
| 1996/97 | AFC Club Championship | 1     | Vlag van Kirgizië      | AiK Bisjkek     | 2-1, 4-2              |
|         |                       | 2     | Vlag van Iran          | Persepolis FC   | 3-0, 0-5              |

Aqtöbe ·
Astana ·
Atıraw ·
Elimai ·
Jeńis ·
Jetisu FK Taldıqorğan ·
Kairat ·
Oqjetpes FK Kökşetaw ·
Ordabası ·
Qaysar FK Qızılorda ·
Qyzyl-Jar ·
Tobyl ·
Turan FK ·
Ulıtaw FK Jezqazğan